# Thallarcha sparsana
Thallarcha sparsana är en fjärilsart som beskrevs av Walker 1863. Thallarcha sparsana ingår i släktet Thallarcha och familjen björnspinnare. Inga underarter finns listade i Catalogue of Life.

## Bildgalleri

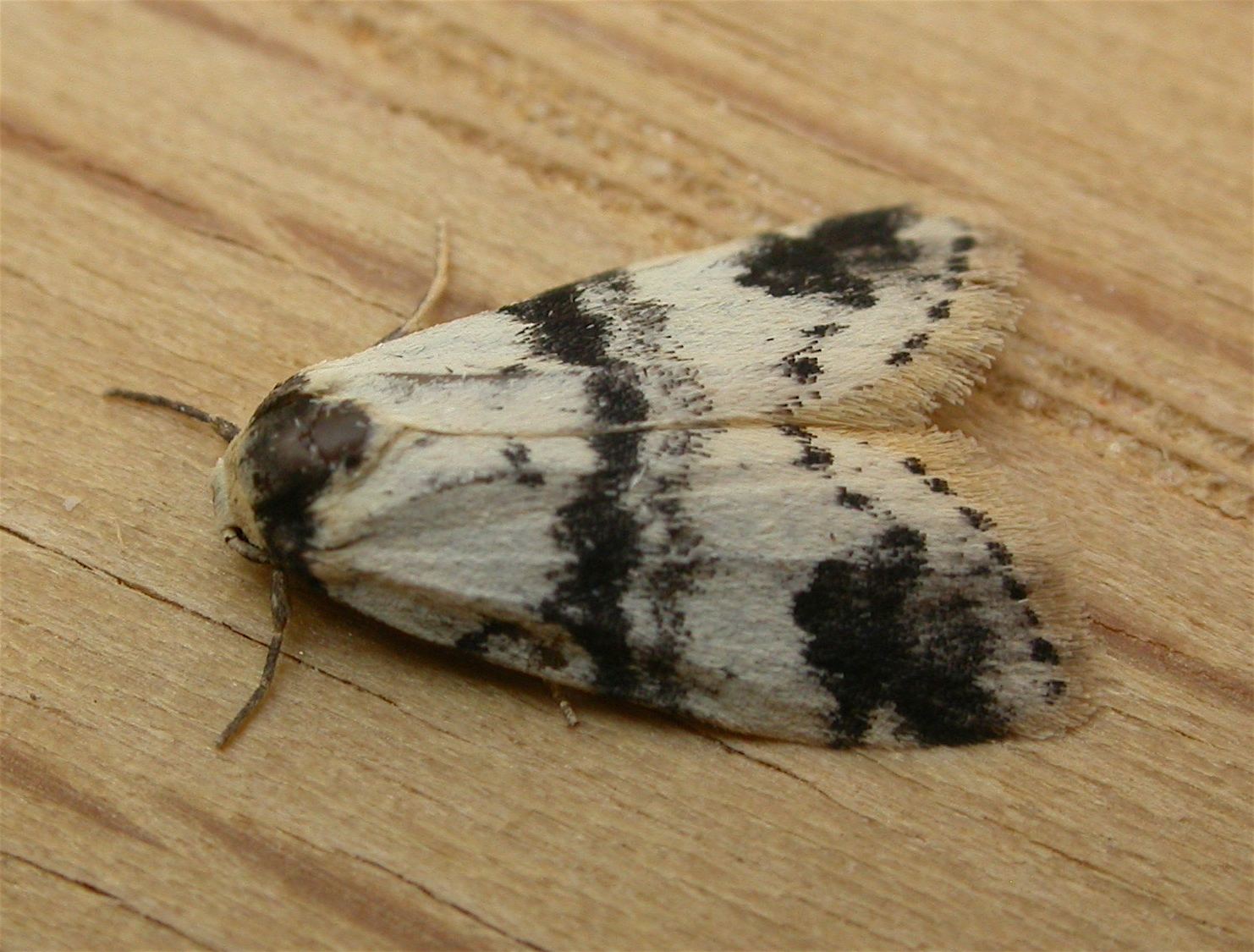